# Luis Carrillo y Sotomayor
Luis Carrillo y Sotomayor (Baena, Córdoba, 1585 (?)-El Puerto de Santa María, Cádiz, 22 de enero de 1610) fue un poeta, prosista y traductor español, representante del tópico, tan común en el Siglo de Oro de hombre de armas y letras, y tan obsesionado por el paso del tiempo como exagerado en su apasionamiento religioso.

## Biografía
A pesar de lo indicado en las portadas de las dos ediciones de sus obras, impresas en el siglo XVII, Carrillo no nació en Córdoba, sino en Baena. Tampoco el año de su nacimiento se presenta exento de problemas ya que según lo afirmado por Quevedo habría nacido en el año 1582. El historiador Alonso Carrillo Lasso de Guzmán se inclina por el año 1584.
De noble familia, hijo de Fernando Carrillo y de Francisca Valenzuela y Faxardo. Fue hermano de Alfonso Carrillo Lasso de la Vega. A pesar del interés que ha mantenido la crítica sobre este autor, muy pocas son las noticias que se tienen de su vida, la mayor parte de ellas extraídas de la portada de la edición de sus obras. Estudió en Salamanca. Inició, posteriormente, la carrera militar, concretamente en la Marina, llegando a ocupar el cargo de cuatralbo. 
Fue caballero de la Orden de Santiago, cuatralbo en las galeras de España, soldado en las luchas contra los levantamientos de los moriscos en Laguar y Alfaques y comendador de la Fuente del Maestre, cargo que no llegó a ejercer por su muerte prematura. Vivió en la Corte y celebró a diversos magnates, en especial al Conde de Niebla. También frecuentó el círculo de Alonso Pérez de Guzmán el Bueno, octavo duque y conde de Niebla, y a quién numerosos poetas andaluces de la época, entre ellos Góngora, habían dedicado su producción.
Poco se sabe sobre su vida amorosa. Los nombres de las mujeres a las que ensalza en sus obras se camuflan bajo los de Celia, Laura, Lisi, lo que no ha impedido que la crítica haya podido atribuir dichos apodos a personajes reales de la época. Si sobre su fecha de nacimiento hay discusión, ningún problema hay en la de su deceso. La crítica es unánime, con alguna excepción, como la de Ramírez de Arellano, en datar su deceso el día 22 de enero de 1610. Falleció en el Puerto de Santa María. Su cuerpo descansó en un primer momento en el convento de San Francisco de dicha localidad. Posteriormente fue trasladado a Córdoba, en concreto a la capilla de San Pablo, dentro de la catedral. Quevedo dedicó un epitafio a su muerte. Antonio de Monroy, Tribaldos de Toledo y Tomás de Carleval también elogiaron su muerte en ediciones de sus obras. El instituto de Baena lleva su nombre.

## Obra literaria
No es pequeña su producción literaria si se tiene en cuenta su breve existencia: cincuenta sonetos, dos églogas, quince canciones, ocho romances, un epitafio, tres letras, nueve poemas en redondillas, uno en liras y uno en décimas, por lo que atañe a su obra en verso. En prosa, es autor del interesante tratado Libro de la erudición poética (1611), en el que el autor expone la estética del Barroco: poesía difícil y de forma muy elaborada e ingeniosa. El conceptismo y el culteranismo tienen en Luis Carrillo su precedente más inmediato. Su producción poética fue recogida por su hermano Alonso en Obras de don Luis Carrillo y Sotomayor, Madrid, 1611. Dámaso Alonso editó en 1936 sus Poesías completas. En ellas hay ecos de Garcilaso y prenuncios gongorinos. Dámaso Alonso y también Cossío negaron que su Fábula de Acis y Galatea influyera en el Polifemo de Luis de Góngora.
Tradujo los 396 primeros versos del Remedia amoris de Ovidio y el De brevitate vita de Séneca. Dos son los problemas fundamentales que plantea su obra: la transmisión de la misma y su correcta ubicación en ese momento de transición del Renacimiento (segundo Renacimiento, según algunos críticos, el de finales del siglo XVI) al barroco, esto es, el manierismo. Con respecto al primer problema, es un poeta que al igual que otros muchos del momento, no publicó sus poesías en vida.

## Ediciones modernas
- Carrillo y Sotomayor, Luis: Libro de la erudición poética. Edición de Angelina Costa. Sevilla, Alfar, 1987.
- Carrillo y Sotomayor, Luis: Poesías completas. Edición de Angelina Costa. Madrid, Cátedra, 1984.
- Carrillo y Sotomayor, Luis: Obras. Edición de Rosa Navarro Durán. Madrid, Castalia, 1990.